# Dominic Condrau
Dominic Condrau, född 17 augusti 1999, är en schweizisk roddare.

## Karriär
I april 2024 vid EM i Szeged tog Condrau silver i scullerfyra tillsammans med Jan Jonah Plock, Scott Bärlocher och Maurin Lange.